# OpenOffice.org Calc
OpenOffice.org Calc je open source tabulkový procesor z kancelářského balíku OpenOffice.org. Jedná se o konkurenta Microsoft Excel z balíku Microsoft Office. Své dokumenty ukládá do souborového formátu OpenDocument, ale dokáže pracovat i s .xls soubory z Microsoft Excel.